# Dōgo Onsen

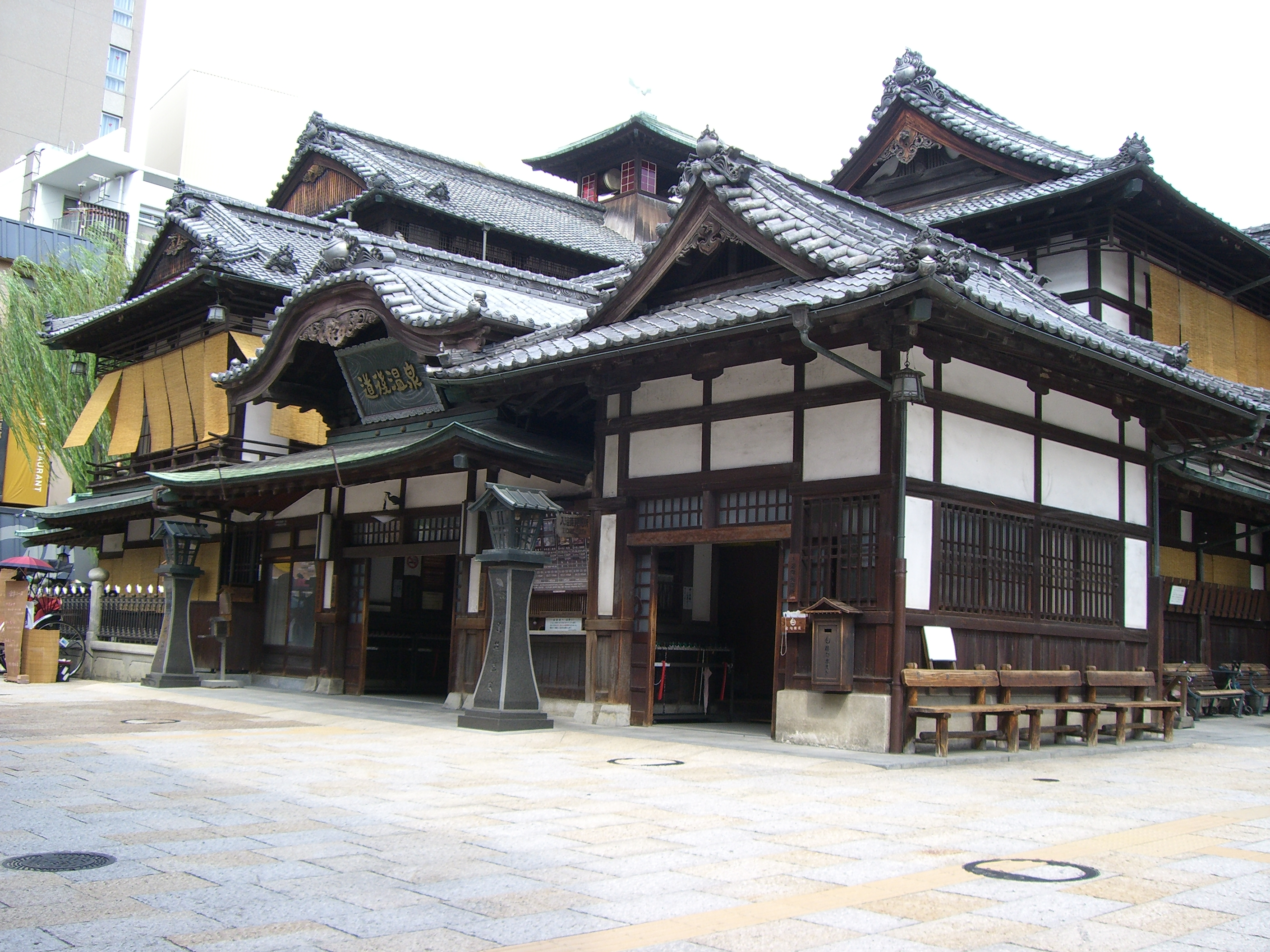
"Dōgo Onsen" Hot Springs (chính xây dựng)

Dōgo Onsen (道後温泉) là onsen (suối nước nóng) toạ lạc tại thành phố Matsuyama, Ehime trên đảo Shikoku, Nhật Bản.

## Lịch sử

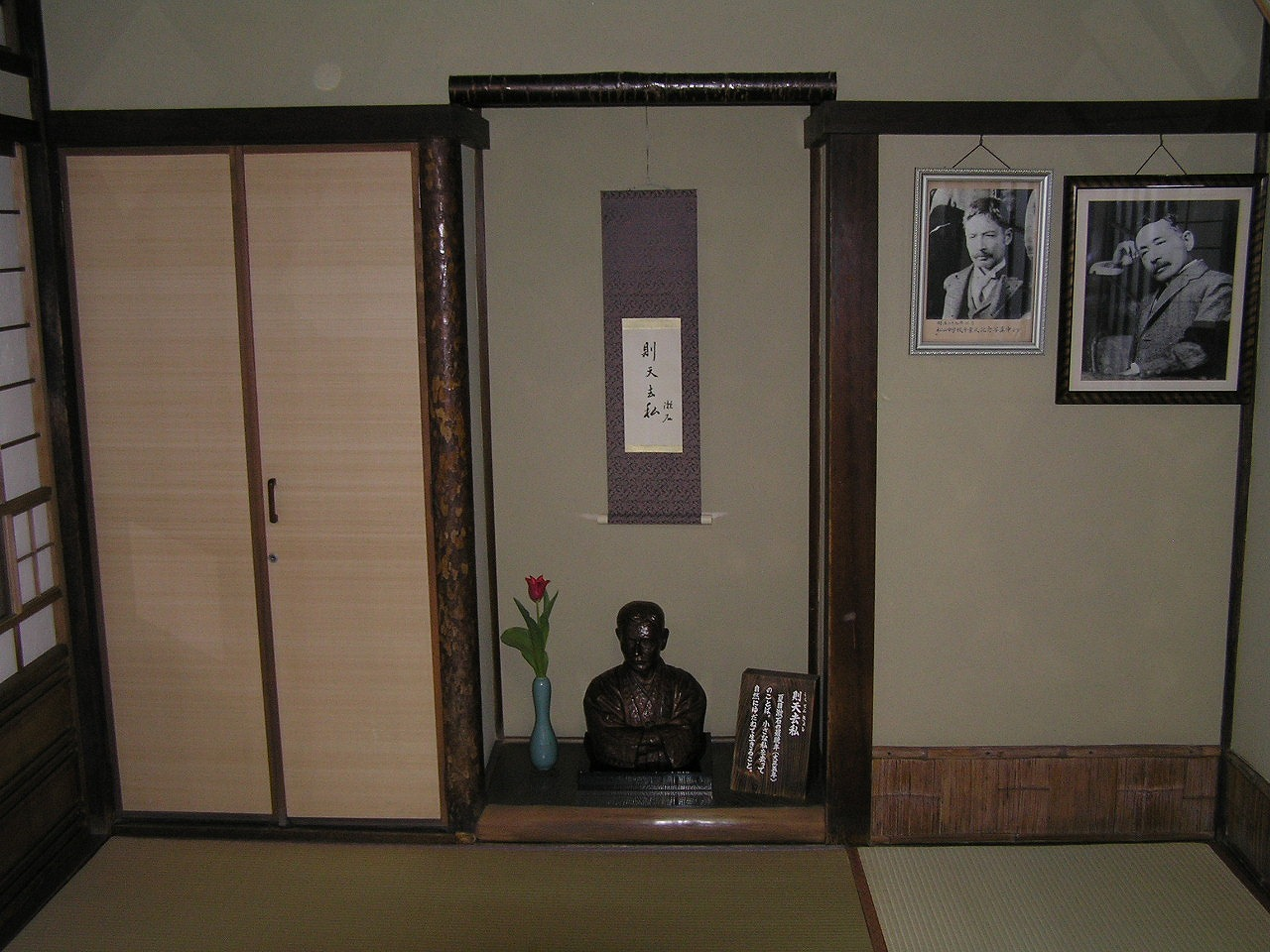
Phòng của Botchan

Dōgo Onsen là một trong số các nơi tắm onsen lâu đời nhất ở Nhật Bản, với lịch sử trải dài hơn 3000 năm. Onsen này được đề cập trong bộ Vạn diệp tập (được soạn khoảng năm 759), và theo truyền thuyết, Thái tử Shōtoku (574-622) từng dùng nước ở đây.
Dōgo Onsen cũng là nơi nghỉ dưỡng của nhà văn Natsume Sōseki (1867-1916) khi ông làm giáo viên ở gần Matsuyama, lúc đó là vùng nông thôn của Shikoku. Trong tiểu thuyết có hơi hướng tự truyện Botchan, nhân vật chính cùng tên là khách thường xuyên của suối nước nóng này, nơi duy nhất mà anh ta thích trong vùng.
Nhà thơ haiku hiện đại Masaoka Shiki (1867-1902) cũng là cư dân vùng Dōgo Onsen. Thơ ông có dấu ấn từ nhiều vùng quanh thị trấn.

## Truyền thuyết về Dogo Onsen
Ở Dogo có 2 truyền thuyết được lưu truyền. Người ta cho rằng các truyền thuyết này khởi đầu cho việc sử dụng suối nước nóng ở Dogo.

### Truyền thuyết về con diệc bạch
Ngày xưa, nhiều diệc bạch sống ở Dogo. Một ngày nọ một con bạch diệc bị thương ở chân tìm thấy một suối nước nóng. Nó ngâm chân mình mỗi ngày và nhờ đó, nó lành lại nhanh và cuối cùng có thể bay đi. Những người chứng kiến điều này cũng ngâm mình trong suối nước nóng và bệnh của họ cũng lành. Tin đồn lan đi về việc suối nước nóng này tốt cho sức khoẻ khiến nó trở nên nổi tiếng.

### Truyền thuyết về Hòn đá của vị thần
Ngày xưa có 2 vị thần nhỏ, Okuninushi no Mikoto and Sukunahikona no Mikoto. Họ đến từ Izumo và Dogo. Mộ ngày nọ, Sukunahikona no Mikoto mắc bệnh nặng và cuộc sống chỉ tính bằng ngày. Ookuninushi no Mikoto ngâm Sukunahikona no  Mikoto vào suối nước nóng này, nhờ đó Sukunahikona no Mikoto trở nên lành bệnh, và nói rằng mình dường như vừa qua một giấc ngủ trưa. Vị thần này nhảy múa lên một hòn đá trong suối để chứng tỏ mình khoẻ mạnh. Dấu chân của thần để lại trên hòn đá, và hòn đá được gọi là Hòn đá của vị thần (Tama no ishi). Hòn đá này được trưng bày ở Dogo Onsen.

## Yushinden
Yushinden là phòng tắm duy nhất đặc biệt dành riêng cho gia đình Thiên hoàng. Yushinden nằm ở phía đông của toà nhà chính. Nó được xây vào năm 1899 theo kiến trúc truyền thống của thời kì Momoyama. Chiếc ghế Gyokuza no Ma dành riêng cho Thiên hoàng được đặt ở vị trí cao trang trọng. Ngày nay, Yushinden được dùng làm phòng trưng bày.

## Hiện tại
Toà nhà tắm công cộng của Dōgo Onsen được xây năm 1894. Được xây làm 3 tầng để để có sức chứa tối đa, các nhà tắm này vẫn rất đông đúc, nhất là giờ cao điểm, thường khoảng 6 giờ chiều trước bữa tối.
Mặc dù Dōgo bị nhấn sâu trong các khu phố do sự bành trướng ra ngoại ô của thành phố Matsuyama hiện đại, khu vực xung quanh Dōgo vẫn còn giữ lại cảm giác của một khu phố nghỉ dưỡng, với khách đến từ khắp đất nước đi bộ dọc trên phố vận bộ đồ yukata sau khi tắm. Từ trung tâm Matsuyama có thể dễ dàng đến Dōgo bằng xe điện, và cũng có các tuyến xe buýt đến từ sân bay và cảng.

## Trong văn hoá đại chúng
Toà nhà chính trong phim Spirited Away được lấy mẫu theo toà nhà tắm công cộng hiện nay của Dōgo Onsen.